# Carlo Emery
Carlo Emery (25. října 1848 Neapol – 11. května 1925 Bologna) byl italský entomolog. Známým se stal díky Emeryho pravidlu, které říká, že parazité hmyzu jsou často úzce příbuzní svým hostitelům.

## Životopis
Carlo Emery se narodil 25. října 1848 v Neapoli do rodiny se švýcarskými předky. Studoval ve svém rodném městě, kde promoval v lékařství a jeho zájem se nejvíce upínal na oftalmologii.
V roce 1878 byl jmenován profesorem zoologie na univerzitě v Cagliari, kde působil až do roku 1881. Ve stejný rok nastoupil na univerzitu v Bologni, kde zůstal pětatřicet let až do své smrti.
Specializoval se na blanokřídlé, ale jeho rané práce se týkaly brouků. Mezi lety 1869 až 1925 se věnoval téměř výhradně studiu mravenců. Emeryho sbírky blanokřídlých jsou uloženy v Museo Civico di Storia Naturale Giacomo Doria v Janově. Sbírky brouků se nacházejí v římském Museo Civico di Zoologia.
Carlo Emery zemřel 11. května 1925 v Boloni ve věku 76 let.

## Citáty
| „             | Marketing není nic jiného než civilizovaná forma války, ve které se většina bitev vyhrává slovy, myšlenkami a logickým myšlením. | “ |
| — Carlo Emery | |   |